# Лісозахисна вулиця (Київ)
Лісозахисна́ ву́лиця — вулиця в Подільському районі м. Києва, місцевість Селище Шевченка. Пролягає від вулиці Косенка до кінця забудови, утворюючи напівкільце.

## Історія
Вулиця виникла у середині XX століття під назвою 722-а Нова. Сучасна назва — з 1953 року.